# خورخي ساليناس (1992)
خورخي ساليناس (بالإسبانية: Jorge Martín Salinas) (6 مايو 1992 في باراغواي – )؛ هو لاعب كرة قدم كان يلعب كلاعب وسط.

## وصلات خارجية
- خورخي ساليناس على موقع رابطة كرة القدم اليابانية للمحترفين (اليابانية)
- خورخي ساليناس على موقع قاعدة بيانات كرة القدم.إي يو (الإنجليزية)
- خورخي ساليناس على موقع Soccerway.com (الإنجليزية)
- خورخي ساليناس على موقع عالم كرة القدم.نت (الإنجليزية)